# Georges Madon
Georges Felix Madon (28. července 1892, Bizerta, Tunisko – 11. listopadu 1924, Tunis) byl francouzský pilot a letecké eso. Jako stíhací pilot během první světové války dosáhl 41 ověřených sestřelů nepřátelských letounů a 64 pravděpodobných sestřelů. Stal se tak čtvrtým nejúspěšnějším francouzským stíhačem celého konfliktu.
Během války získal mimo jiné tato vyznamenání: Médaille militaire, Légion d'honneur a Croix de Guerre.
Ve svých 32 letech zahynul při letecké nehodě v rodném Tunisku.